# Jacobus van Looy
Jacobus van Looy (Haarlem, 12 settembre 1855 – Haarlem, 24 febbraio 1930) è stato un pittore e scrittore olandese.
Van Looy era figlio di un falegname, che tuttavia rimase senza lavoro quando cominciò a perdere la vista. Sua madre morì quando aveva cinque anni e quando anche suo padre morì poco dopo, finì nell'orfanotrofio comunale di Haarlem. Dal 1887 segue corsi di disegno presso la Rijksacademie van Beeldende Kunsten di Amsterdam. Fu, inoltre, allievo di August Allebé, Jan Jacob Goteling Vinnis, Dirk Jan Hendrik Joosten e Hendrik Jacobus Scholten.

## Attività artistica
Nel 1884 vinse il prestigioso Prix de Rome olandese che gli permise di viaggiare negli anni seguenti attraverso l'Italia, la Spagna e il Marocco. Fino al 1894 visse ad Amsterdam, quando sposò Titia van Gelder e si trasferì a Soest. Nel 1901, trascorse un altro anno in Spagna e Marocco. Ritornò ad Haarlem nel 1913, quando l'orfanotrofio in cui era cresciuto fu convertito nel Museo Frans Hals. Comprò una casa all'angolo del parco di Haarlemmerhout, dove veniva spesso visto passeggiare e che serviva come ispirazione anche a Godfried Bomans, tra gli altri. Dopo la sua morte questa casa fu convertita in un museo a suo nome.

## Il van Looy scrittore
Di rilievo anche la sua attività letteraria. Per molti anni ha fatto parte della redazione del mensile letterario De Nieuwe Gids (La nuova guida). È stato uno degli autori maggiormente peculiari del De Beweging van Tachtig (movimento degli ottanta). Era inoltre un membro della società artistica di Amsterdam Arti et Amicitiae.

## Galleria d'immagini

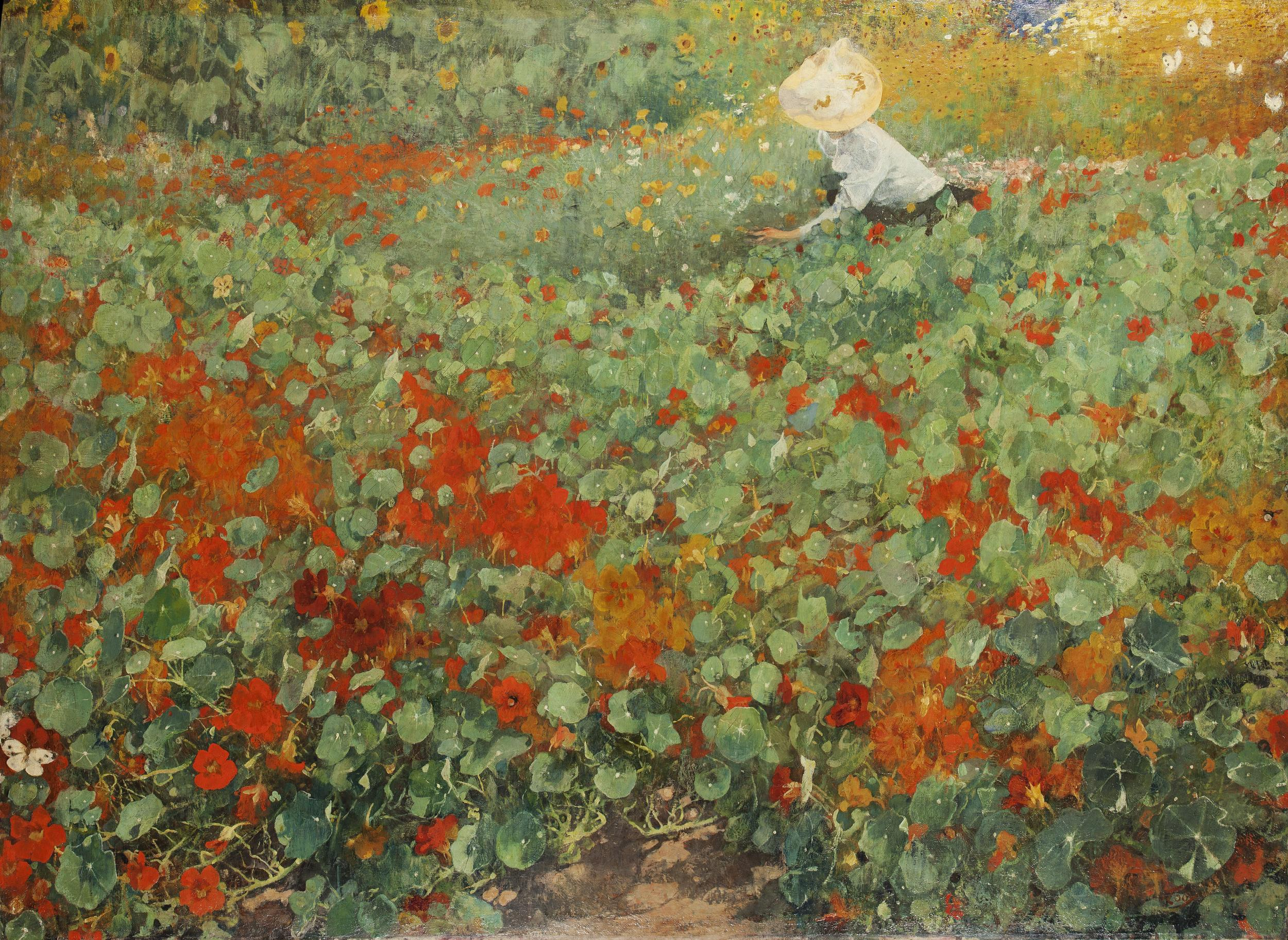
De tuin, 1893
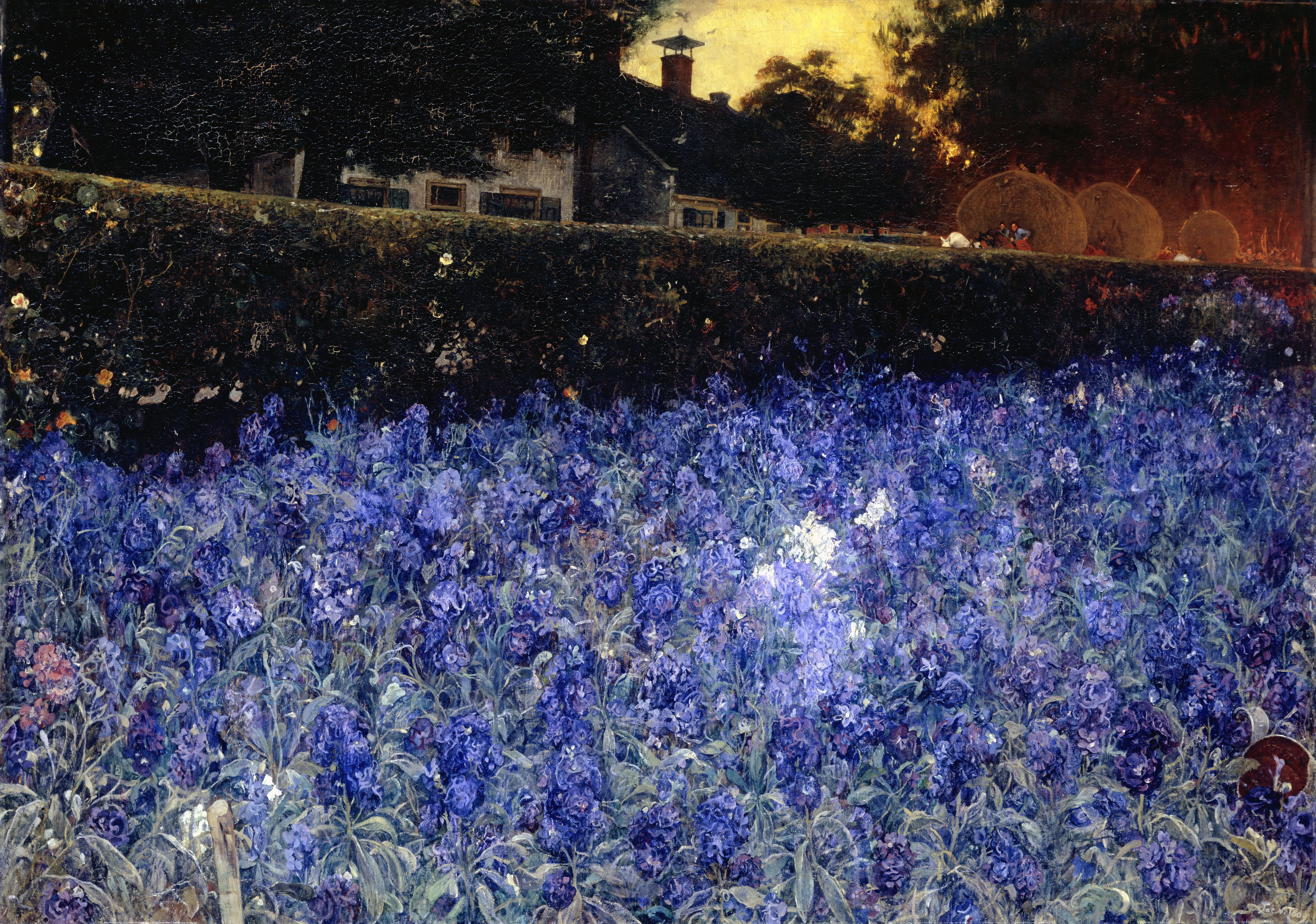
Lupines, c. 1900
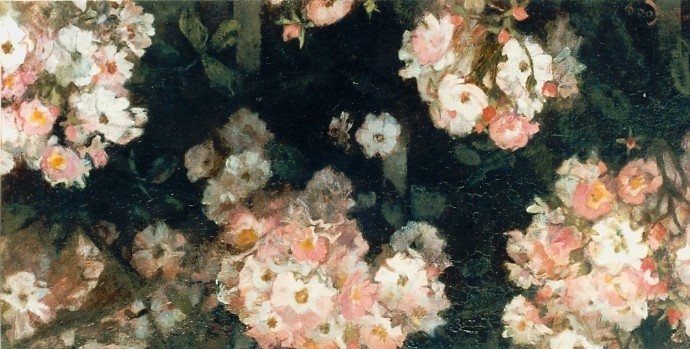
Roze bloemen, c. 1900
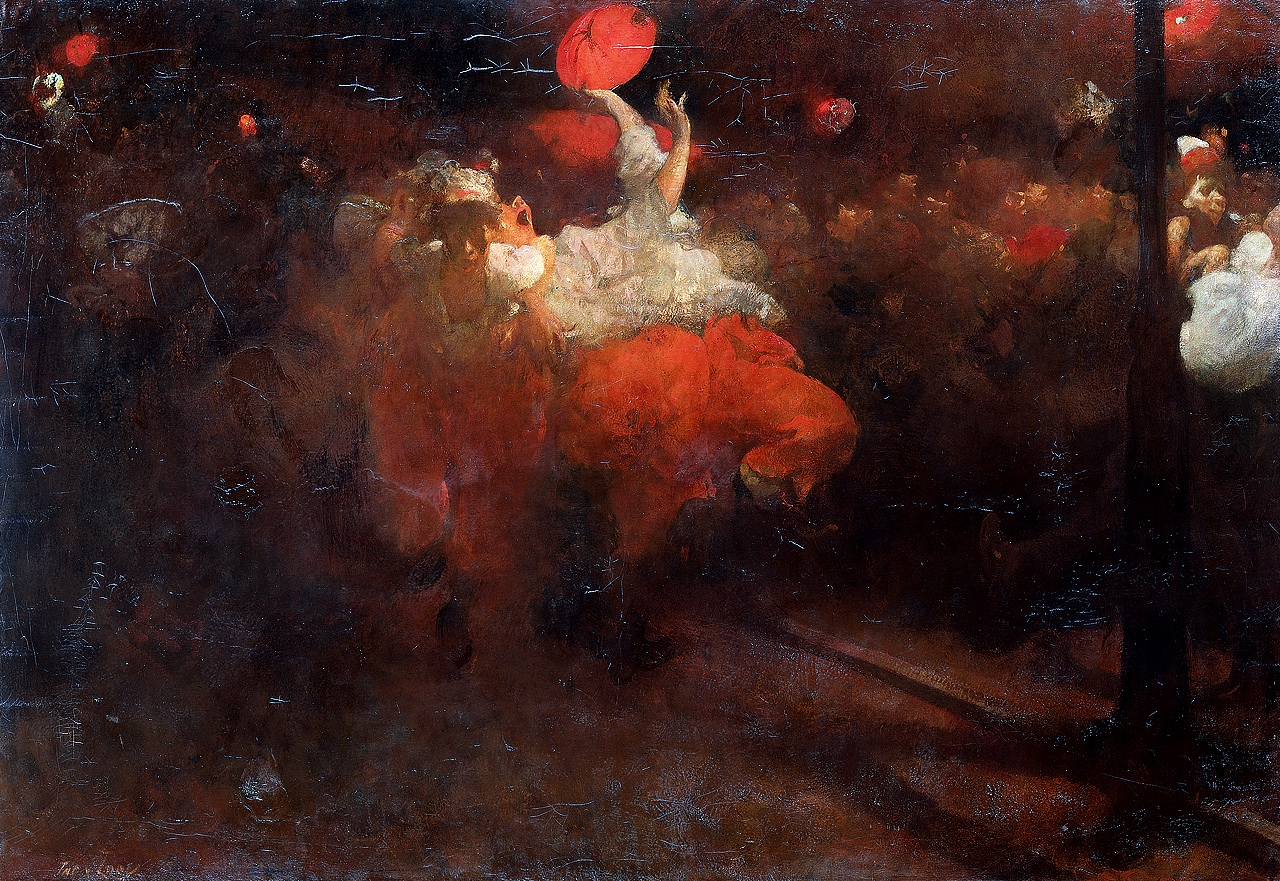
Hartjesdag, c. 1900